# Lammassaari (ö i Birkaland, Övre Birkaland, lat 62,09, long 24,05)
Lammassaari är en ö i Finland. Den ligger i sjön Iso-Tarjanne och i kommunen Ruovesi i den ekonomiska regionen  Övre Birkalands ekonomiska region  och landskapet Birkaland, i den södra delen av landet, 220 km norr om huvudstaden Helsingfors. Öns area är 1,4 hektar och dess största längd är 160 meter i nord-sydlig riktning.